# Даниела Тодорова (художник)
Вижте пояснителната страница за други личности с името Даниела Тодорова.
Даниела Тодорова е български художник, член на Съюза на Българските художници от 1987 г. Нейното творчество е в сферата на монументалното изкуство – стъклопис, графика, живопис, инсталации и хартиено изкуство.

## Биография
Даниела Тодорова е родена на 20 септември 1963 г. в град София. Завършва Националното училище за изящни изкуства „Илия Петров“ в София, а през 1987 г. Национална художествена академия, специалност „Реклама и дизайн“.
Първоначално работи със стъкло и витражи. След пътуване до Финландия през 2006 започва да работи с хартия. Тя е автор, наложила се в сферата на хартиеното изкуство, със свой отличителен стил и изящество в произведенията. Член е на Международна асоциация на артистите по хартиено изкуство (на английски: International Association of Hand Papermakers and Paper Artists, (IAPMA)), куратор на проекти в сферата на изящните изкуства.
Автор е на десетки самостоятелни международни изложби, главен инициатор на събитията в областта на ново направление – хартиено изкуство. Тодорова активно полага усилия за популяризирането му в страната като организатор и куратор, като сред проектите е изложбата за хартиено изкуство „София Хартиен Арт Фест“, провеждан ежегодно от 2011 г.
Заедно със съпруга си Тодор Тодоров създават фондация АМАТЕРАС през 2010 г.

## Постижения и награди
В три последователни години 1985 – 1987 г. печели международни конкурси за дизайн на стъкло, през 1995 г. е победител за резиденция към музея за съвременно изкуство в Рейкявик, Исландия, през 1997 г. награда – Кобе, Япония, през 1998 е избрана от община Хамилтън на международен конкурс да проектира и изпълни стъклописите към оформлението на градския площад. Нейни творби има в частни колекции Исландия, Англия, Финландия, Южна Африка, Германия, Америка, Холандия, Белгия, Франция, Австрия, Италия, Швеция, Япония, Бразилия, Грузия, Литва и музеите „Kjarvalstadir“ – Рейкиявик и „Nelimarkka Museum“ – Alajarvi.
Сред по-значимите ѝ награди са:
- 1997 Специална Награда за графика, Кобе, Япония
- 1999 СПЕЧЕЛЕН КОНКУРС за 4 m бронзова скулптура, каменен релеф 5.00/3.00 m и пет 5.00/3.00 m стъклописа за НОВИЯ ГРАДСКИ ПЛОЩАД на град Хамилтън – Шотландия
- 2002 СПЕЦИАЛНА НАГРАДА – конкурс за фасадата на Софийска Градска Галерия
- 2004 ПЪРВА НАГРАДА – СГРАДА НА ГОДИНАТА 2004 – Helena Resort, Слънчев Бряг, България
- 2009 ТРЕТА НАГРАДА – 8-мо Мини Принт Леседра – София
- 2009 СПЕЦИАЛНАТА НАГРАДА САЙТАМА – Принт Форум – Япония
- 2010 СЕРТИФИКАТ ЗА СПЕЦИАЛНО УЧАСТИЕ – Metropolitan Art Museum, Токио, Япония
- 2011 СПЕЦИАЛНА НАГРАДА ЗА ДОСТИЖЕНИЯ В ГРАФИКАТА – Принт Форум, Washi-no-sato Paper making museum, Хигачи чичибу, Япония
- 2014 НАГРАДА „ПРОКУЛТУРА“ от Министерство на Културата и БАРОК за принос в развитието на млади таланти
- 2014 НАГРАДА от Японското Правителство на АМАТЕРАС Фондация и нейните основатели, за принос при представянето на Японска култура в България за принос в развитието на млади таланти
- 2014 FUZHOU INTERNATIONAL SCULPTURE EXHIBITION – National Youth Games, China
- 2015 EUROPEAN LABEL from EFFE /Brussels/ – за иновативен фестивал от Европейската комисия – София Хартиен Арт Фест 2015 – 2016 – стратегически европейски проект
- 2015, 2017 EUROPEAN LABEL from EFFE /Brussels/ за иновативен уникален фестивал от Европейската комисия – София Хартиен Арт Фест 2015 – 2018